# Навозник обыкновенный (гриб)
Навозник обыкновенный (лат. Coprinopsis cinerea)  — вид съедобных грибов семейства шампиньоновые (Agaricaceae).

## Описание
Шляпка серого цвета. Край шляпка у зрелых грибов начинает разлагаться и выгибаться. Пластинки частые, у молодых грибов серые, затем чернеют.
Диамер шляпки 1-3 см.
Ножка длиной 6-9 см, диаметром 0,3-0,6 см. Основание ножки немного утолщено. Внутри полая.
Мякоть тонкая, хрупкая без резкого запаха.
Споры черные.

## Синонимы
- Coprinus cinereus
- Coprinus fimetarius [3]

## Распространение
Встречается в лесу, на мусорных кучах, осенью. Чаще всего большими группами.

## Съедобность
Съедобны только молодые экземпляры, хранятся не долго.